# Delias themis
Delias themis é uma borboleta da família Pieridae. Ela foi descrita por William Chapman Hewitson em 1861 e pode ser encontrada na região indo-malaia.

## Subespécies
- D. t. themis (Ilhas de Mindanao, Panaon, Letye, Camiguin e Bohol)
- D. t. Soteira Fruhstorfer, 1910 (Ilhas Luzon, Marinduque e Polillo)
- D. t. mihoae Nakano, 1993 (Negros)
- D. t. yuii Nakano, 1993 (Panay)
- D. t. kawamurai Nakano, 1993 (Mindoro)